# 莫克維齊·馬西西
莫克維齊·馬西西（英語：Mokgweetsi Masisi，/mɔːkˈweɪtsi/；1961年7月21日—），男，波札那政治人物、第五任總統。

## 生平
2009年，馬西西首次当选议会议员。2011年至2014年，馬西西出任总统事务和公共管理部长。2014年起擔任教育部长。2018年起擔任波札那總統。馬西西在2024年的大选被杜马·博科率领的民主变革之伞击败。